# International Race of Champions 1988
International Race of Champions 1988 (IROC XII) kördes över fyra omgångar med Al Unser Jr. som mästare. Unser blev den sista föraren från något annat än NASCAR att ta hem titeln.

## Delsegrare
| Datum       | Bana         | Vinnare      |
| ----------- | ------------ | ------------ |
| 12 februari | Daytona      | Bill Elliott |
| 11 juni     | Riverside    | Scott Pruett |
| 6 augusti   | Michigan     | Geoff Bodine |
| 13 augusti  | Watkins Glen | Al Unser Jr. |

## Slutställning
| Plats | Förare           | Poäng |
| ----- | ---------------- | ----- |
| 1     | Al Unser Jr.     | 66    |
| 2     | Terry Labonte    | 55    |
| 3     | Scott Pruett     | 51    |
| 4     | Bill Elliott     | 46    |
| 5     | Dale Earnhardt   | 45    |
| 6     | Geoff Bodine     | 45    |
| 7     | Al Holbert       | 39    |
| 8     | Al Unser         | 38    |
| 9     | Chip Robinson    | 36    |
| 10    | Chris Cord       | 26    |
| 11    | Bobby Rahal      | 24    |
| 12    | Roberto Guerrero | 19    |